# Glödhoppa (bröd)
För andra betydelser, se Glödhoppa.
Glödhoppa, lokalt glöhöppa, är ett bröd som ursprungligen gräddades på röd glöd. Det är en tunn och ojäst brödsort, som ofta bland annat baseras på vetemjöl, rågmjöl och sirap.